# Sola gratia
Sola gratia (на латински: само по благодат) е основен елемент от доктрината на Реформацията за оправданието, една от 5 Solae и е богословски принцип на църквите, произлезли от Реформацията. Тя изразява убеждението, че човек сам постига спасение или вечен живот благодарение на Божията благодат и че не може да го спечели чрез действията си.

## Същност
Теологичната идея за sola gratia има за цел да подчертае по-високия статус на Бог и изрично да накара вярващите да осъзнаят, че не могат да събират „точки“, за да си осигурят място в отвъдния живот. Божията благодат не е нито произволна, нито подлежи на описание. Лутер оставя отворен въпроса за процедурата за дадено от Бог спасение, защото не може да разпознае сравними идеи чрез Библията (sola scriptura). Тя се изразява само в смисъл, че Бог ще погледне сърцето на индивида и че неговата вяра представлява и ще представлява преден план за Бог (sola fide). Според Лутер е нелегитимно хората да възлагат очаквания на Бог. Само Бог решава за спасението на индивида. Молитвата също е акт на божествена благодат; тя се извършва в съзнанието, че сме оправдани от Исус Христос. Образува единство с оправданието. Следователно молитвата е резултат от спасението, но не е средство за постигането му.

### Възгледи за индулгенциите
Принципът на sola gratia е особено явен в отхвърлянето на Лутер от продажбата на индулгенции, което е свързано със съкровищницата на благодатта. Според Лутер идеята, че хората се съдят въз основа на техните добри и зли дела, е изопачена в продажбата на индулгенции, където всяко зло дело се превъзхожда от последващо добро. Човекът не знае Божиите „критерии за оценка“ в последния ден и следователно не може да участва в такава търговия.

### Библейски основи
Църквите, произлезли от Реформицията, намират библейската основа за тази идея се намира в Римляни 11:6, Ефесяни 2:8, Деяния 15:11 и други.

## Връзки с другите „соли“
В допълнение към sola gratia, съществуват принципите на sola scriptura, sola fide и solus Christus в църквите на Реформацията. Тези принципи са свързани един с друг. Според Лутер само обединението на тези “soli” (или “solae”) води до вяра, дадена от Бог, която се основава на самото Писание. Следователно възгледът на Лутер за sola fide и sola scriptura противоречи на римокатолическата основа на вярата. Според сегашното католическо учение човешкото спасение идва единствено от Божията благодат в името на Исус Христос. Решаващата разлика обаче е, че според католическото учение човекът е способен чрез Божията благодат да участва в своето спасение и по този начин може също така да спечели увеличение на благодатта и вечна награда (вж. Трентски събор, Декрет за оправданието, Канон 32). Протестантската църква обаче учи, че спасението се дължи само на Божията благодат като безвъзмезден дар и не се печели чрез човешки усилия (вж. Катехизис на Католическата църква 1996). Според католическото учение спасението изисква свободно съгласие и сътрудничество с незаслужената Божия благодат.

### Sola gratiaиsola fideвъв връзка едно с друго
Sola gratia описва как Бог се среща с хората: Божият оправдан гняв срещу всеки грях (Римляни 1:18ff  EU) не води до това, че Бог се отвръща от хората или ги изоставя на съдбата им: „Първата част от благодатта е: да имаш милостив Бог който прави добро, за да можем да бъдем в лоното на милостта и да имаме доверие в определени обещания, дадени ни от Неговата благодат... Non est deus furoris, irae, sed gratiae.“ (Това не е Бог на мрака, на гняв, но от благодат. ) (WA ( Ваймарско издание ) Том 40 II, страница 363, върху Псалм 51.4f; 1532 ).
Sola fide, от друга страна, описва единствения подходящ отговор на човека към Божията благодат: приемането й чрез вяра. Концепцията за благодат фундаментално изключва възможността хората да работят или да я спечелят. Августин вече беше посочил това с изречението си „gratia... nisis gratis est, gratia non est” (благодат, която не е безплатна, не е благодат). В проповед на 29 юли 1519 г. в Лайпциг Лутер обяснява, че човек може да изпита Божията благодат или Бог като милостив Бог само чрез вяра: „Така че е важно да знаете дали сте постигнали Божията благодат. Тогава трябва да знаете как да се справите с Бог, ако искате съвестта ви да бъде щастлива и да издържи. Ако някой се съмнява и не вярва, че има милостив Бог, той също го няма. Както вярва, така и има. (WA II, 249).“
Но когато благодатта и вярата се съчетаят, човешкото сърце намира мир с Бога: „...тази благодат най-накрая носи мир в сърцето, така че човешкото същество, излекувано от своята поквара, също чувства, че има милостив Бог. (WA VIII, 106; 1521)

## Сближаване на Църквата
В Съвместната декларация относно доктрината за оправданието, подписана от Лутеранската световна федерация и Римокатолическата църква през 1999 г., оправданието „само по благодат“ става известно като общо изявление на вярата: „Заедно изповядваме: само по благодат във вярата в спасителен акт на Христос, а не въз основа на нашите заслуги, ние сме приети от Бог и получаваме Светия Дух, който обновява сърцата ни и ни прави способни и ни призовава към добри дела.“